# Alvaro Načinović
Alvaro Načinović (serbisch-kyrillisch Алваро Начиновић, * 2. März 1966 in Rijeka) ist ein ehemaliger kroatischer Handballspieler.

## Karriere
Alvaro Načinović begann in seiner Heimatstadt beim RK Zamet Rijeka mit dem Handballspiel. Mit dem kroatischen Spitzenklub Badel 1862 Zagreb gewann der Kreisläufer den Europapokal der Landesmeister 1992 und 1993 sowie mehrfach die kroatische Meisterschaft und den Pokal. Mit dem slowenischen Verein Celje Pivovarna Laško gewann er 1998 ebenfalls das Double. Anschließend kehrte er für zwei Jahre nach Rijeka zurück. Nach einer weiteren Saison in Celje ließ er seine Karriere beim RK Crikvenica ausklingen.
Mit der jugoslawischen Nationalmannschaft gewann Alvaro Načinović bei den Olympischen Spielen 1988 in Seoul Bronze, mit der kroatischen Nationalmannschaft gewann er Bronze bei der Europameisterschaft 1994 sowie Silber bei der Weltmeisterschaft 1995. Der größte Erfolg seiner Laufbahn war der Olympiasieg bei den Olympischen Spielen 1996 in Atlanta.

## Privates
Sein Sohn Veron ist ebenfalls Kreisläufer und kroatischer Nationalspieler.